# Ordine della Stella (Regno dell'Afghanistan)
L'Ordine della Stella (Nishan-i-Astour) era un ordine cavalleresco dell'Afghanistan monarchico.

## Storia
L'ordine venne istituito nel 1901 per ricompensare quanti si erano impegnati a favore dello stato afghano.
Robert Baden-Powell fu probabilmente il primo europeo a ricevere questa decorazione nel 1928.

## Insegne
La medaglia dell'ordine consisteva in una stella d'argento circondata da un fascio di spighe di grano a forma di cerchio di metallo dorato.
La placca dell'ordine consisteva in una placca in argento dorato a otto punte, con al centro un disco d'argento con lo stemma dell'Afghanistan circondato da una legenda in arabo.
Il nastro era rosa. Nella storia dell'onorificenza, ed in particolare durante il regno di Amanullah, vi fu una certa confusione sull'uso dei nastri perché iniziò ad essere utilizzato un nastro blu con una striscia rossa al centro identico a quello dell'Ordine di San Michele e San Giorgio, già utilizzato in Inghilterra, che i gioiellieri inglesi iniziarono ad utilizzare per maggiore comodità, pur non essendo ufficiale.

## Gradi
Originariamente l'ordine era concesso in un'unica classe. Successivamente vennero create le seguenti classi:
- Membro di I classe
- Membro di II classe
- Membro di III classe
- Membro di IV classe